# 호브 절삭

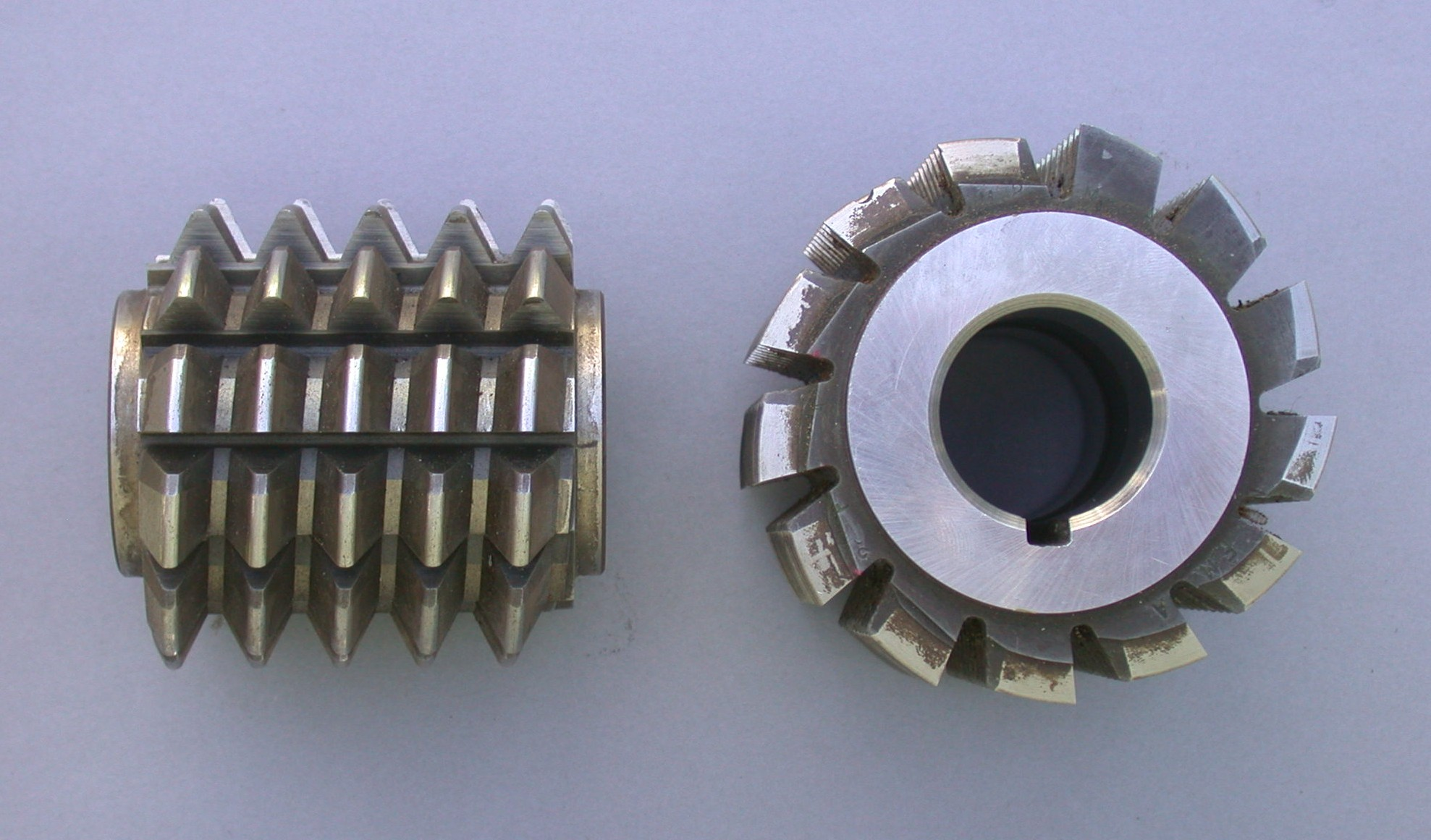
홉(hob)

호브 절삭 또는 호빙(hobbing)은 특수밀링머신인 호빙머신을 이용하여 기어절단, 스플라인절단, 스프라켓절단 등을 하는 가공공정이다. 기어의 톱니 또는 스플라인은 호브라고 하는 절단 도구로 만든 일련의 절단에 의해 재료(예: 편평한 원통형 금속 조각 또는 열경화성 플라스틱)로 점진적으로 절단된다.
호빙은 대부분의 다른 기어 성형 공정에 비해 상대적으로 빠르고 저렴하며 광범위한 부품 및 수량에 사용된다. 호빙은 스퍼 및 헬리컬 기어 가공에 특히 일반적이다.
외부 기어의 호빙과 유사한 스카이빙 유형은 내부 기어 절단에 적용될 수 있으며, 로터리 커터로 스카이빙(skiving)된다. (형상 또는 브로칭이 아님)